# 播磨町立播磨中学校
播磨町立播磨中学校（はりまちょうりつ はりまちゅうがっこう）は、兵庫県加古郡播磨町南大中一丁目にある町立中学校。通称は「播中」。

## 沿革
- 1947年 - 加古郡阿閇村立阿閇中学校として開校。
- 1962年 - 町制施行により、阿閇村立阿閇中学校から、播磨中学校に改称。
- 1962年 - 在校生が大中遺跡を発見。
- 1979年 - 播磨町立播磨南中学校開校により、校区変更。
- 1986年 - 柔剣道場竣工

## 部活動

### 運動部
- ソフトテニス部
- バレーボール部
- バスケットボール部
- ソフトボール部
- 野球部
- サッカー部
- 剣道部
- 卓球部
- 陸上競技部

### 文化部
- 美術部
- ESS部
- 吹奏楽部

## 通学区域
以下の小学校の通学区域。
- 播磨町立蓮池小学校（全域）
- 播磨町立播磨小学校（山陽電鉄本線以北の区域）
- 播磨町立播磨西小学校（山陽電鉄本線以北の区域）

### 区域の様子
住宅街と田園地帯が混在する。
- 播磨町役場
- JR土山駅
- 山陽電気鉄道播磨町駅

### 周辺の道路
- 国道250号
- 兵庫県道382号本荘平岡線

## 著名な出身者
- 大西ひかり - 陸上競技選手
- 神部年男 - 元野球選手
- 廣田隆治 - サッカー選手
- レイザーラモンHG - お笑い芸人
- 山田勝己 - ミスターSASUKE
- 片岡爽 - サッカー選手

## 通学区域が隣接している学校
- 播磨町立播磨南中学校
- 明石市立二見中学校
- 明石市立魚住中学校
- 加古川市立平岡中学校
- 加古川市立平岡南中学校
- 加古川市立別府中学校